# Boleráz
Boleráz este o comună slovacă, aflată în districtul Trnava din regiunea Trnava. Localitatea se află la altitudinea de 172 m deasupra n.m., se întinde pe o suprafață de 25,46 km2 și în 2017 număra 2.300 de locuitori.

## Istoric
Localitatea Boleráz este atestată documentar din 1240.

## Demografie
| An:                | 1994 | 2004   | 2014   | 2024   |
| ------------------ | ---- | ------ | ------ | ------ |
| Număr de persoane: | 1988 | 2062   | 2262   | 2395   |
| Diferență:         |      | +3,72% | +9,69% | +5,87% |

| An:                | 2023 | 2024 |
| ------------------ | ---- | ---- |
| Număr de persoane: | 2395 | 2395 |
| Diferență:         |      | +0%  |

## Personalități născute aici
- Stanislav Dusík (1946 - 2019), artist plastic, scriitor.